# 7447

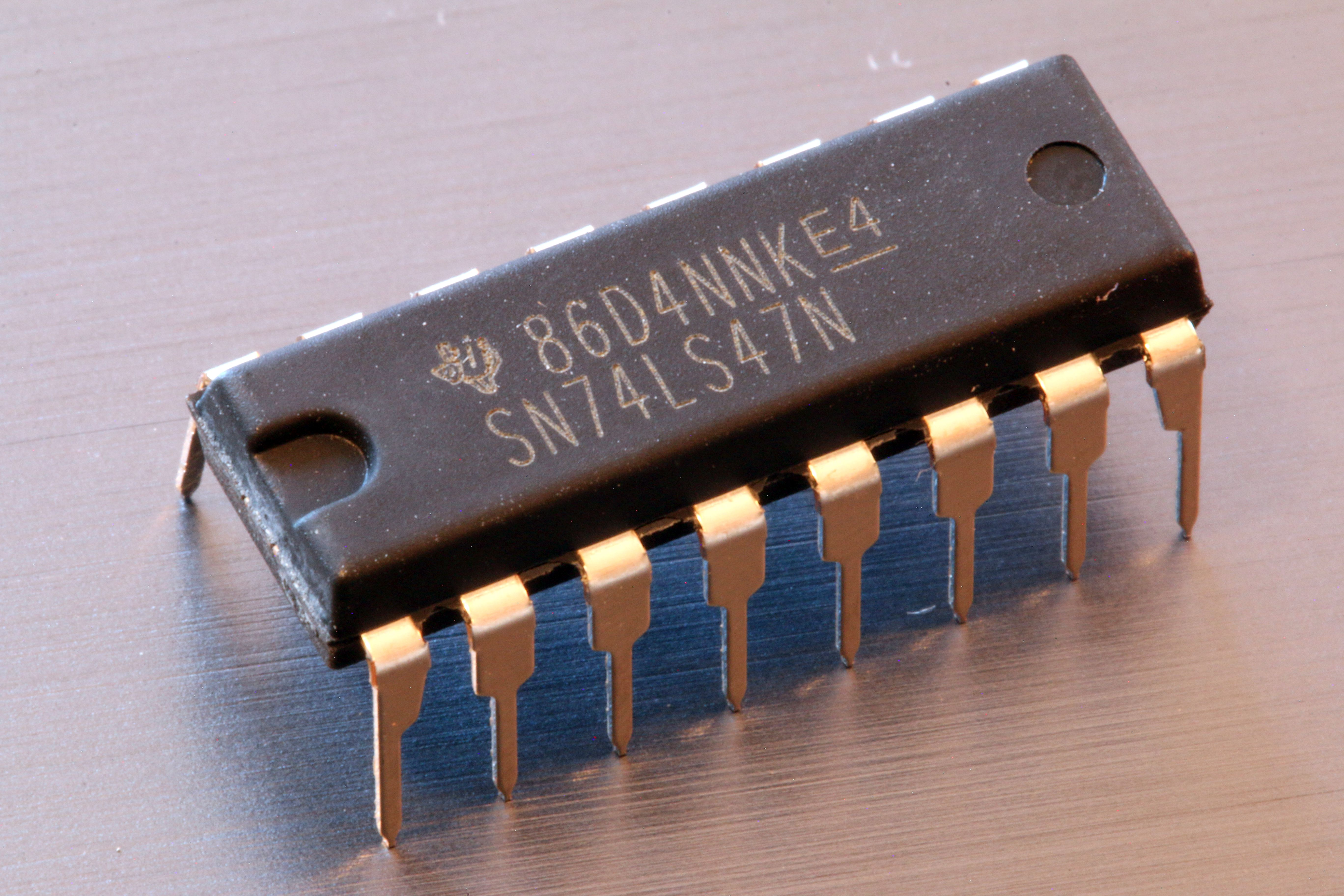
SN74LS47N von Texas Instruments (Low-Power-Schottky-TTL-Variante des 7447)

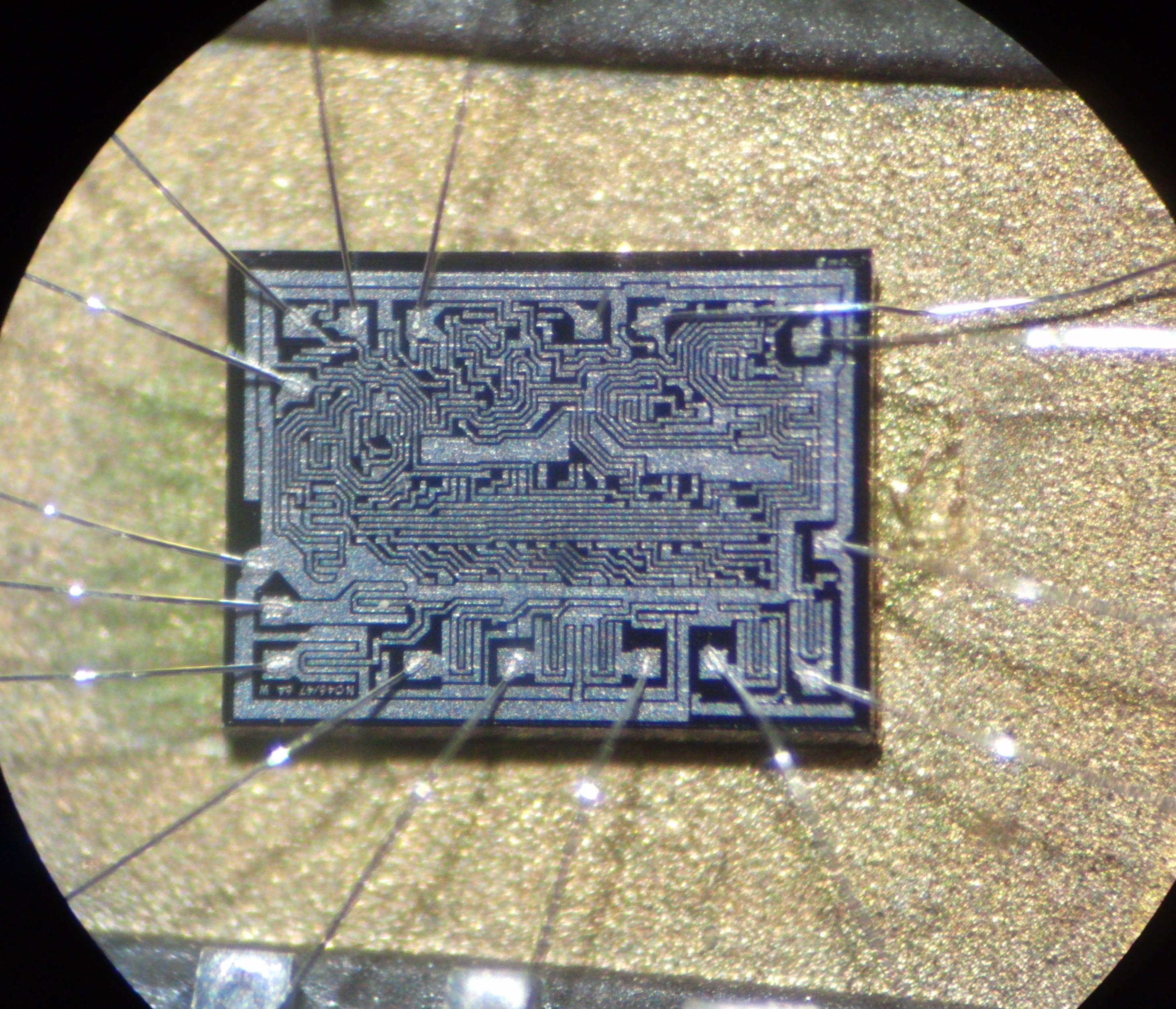
Die eines 7447 von Fairchild Semiconductor

Der 7447 ist ein integrierter Schaltkreis (IC) und gehört zur Familie der 74xx-Logikbausteine von Texas Instruments. Er enthält einen BCD-zu-Siebensegmentanzeige-Decoder/Treiber mit 15-V-Open-Collector-Ausgang. Hergestellt und geliefert wird er in einem 14-Pin-Dual-in-line-Gehäuse. Die Betriebsspannung beträgt 5 Volt (min. 4,75, max. 5,25 V).

## Varianten
Der Ausgang des 7446 kann mit 30 V belastet werden (im Gegensatz zu 15 V beim 7447).
In Deutschland wurde der 7447 von Siemens mit der Pro-Electron-Bezeichnung FLL 121 und vom Halbleiterwerk Frankfurt (Oder) mit der Bezeichnung D 147 D (nach TGL 38015) gefertigt.

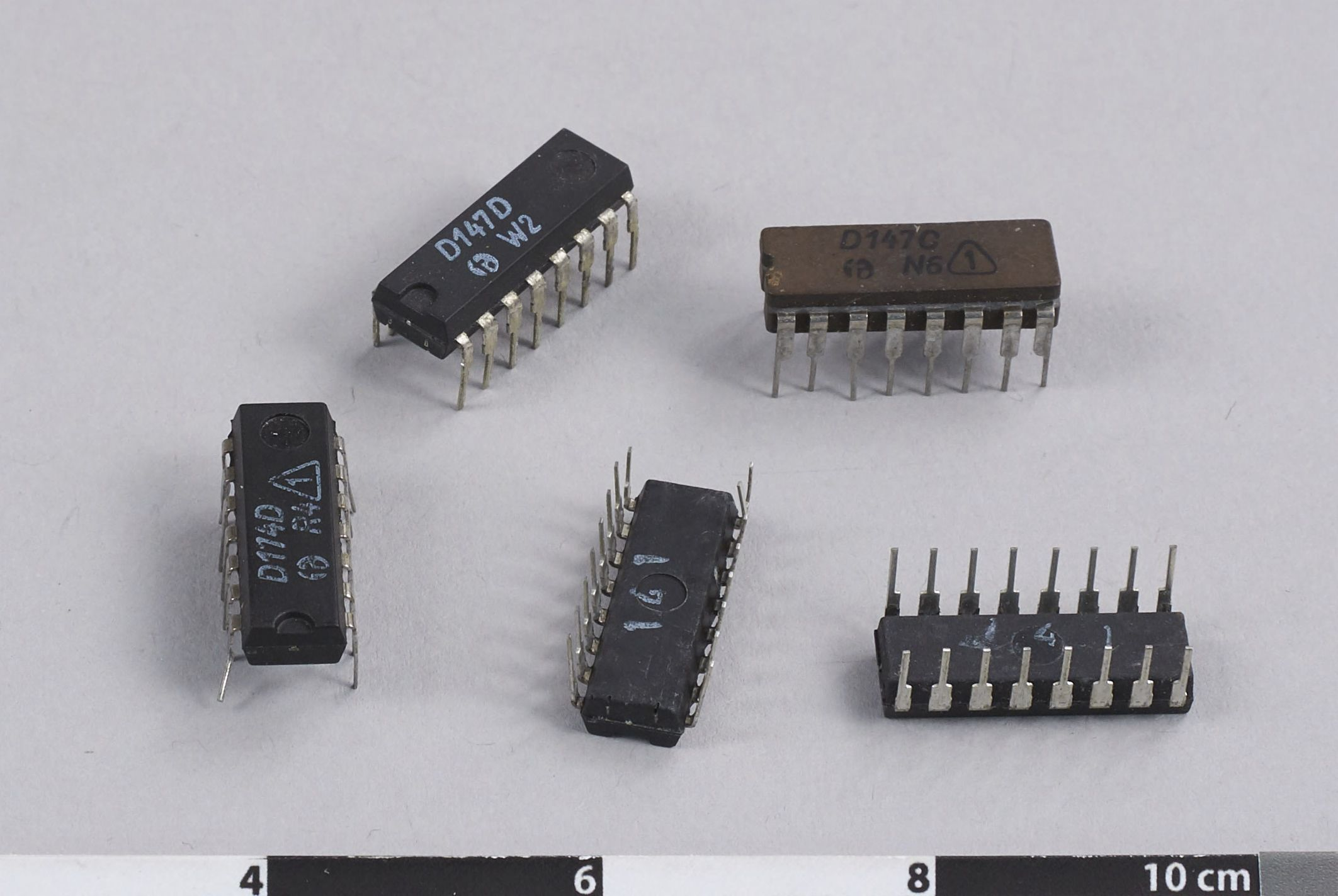
D 147 D aus dem Halbleiterwerk Frankfurt (Oder) (im Deutschen Museum)